# 1753년
1753년은 월요일로 시작하는 평년이다.

## 연호
- 청(淸) 건륭(乾隆) 18년
- 일본(日本) 호레키(宝暦) 3년
- 후 레 왕조(後黎朝) 까인흥(景興) 14년

## 기년
- 류큐(琉球) 쇼보쿠왕(尚穆王) 2년
- 청(淸) 고종 건륭제(高宗 乾隆帝) 18년
- 조선(朝鮮) 영조(英祖) 29년
- 후 레 왕조(後黎朝) 현종(顯宗) 14년

## 탄생
- 3월 26일 - 영국의 물리학자 럼퍼드 백작 벤저민 톰프슨. (~1814년)
- 7월 26일 - 조선 정조의 후궁 의빈 성씨. (~1786년)
- 8월 17일 - 체코의 소설가 요세프 도브로프스키. (~1829년)
- 11월 20일- 프랑스의 군인, 원수 루이 알렉상드르 베르티에. (~1815년)
- 12월 6일 - 프랑스의 장군 장바티스트 클레베르. (~1800년)

### 미상
- 나폴레옹 참모 루이 알렉상드르 베르티에. (~1815년)

## 사망
- 1월 14일 - 아일랜드의 철학자 조지 버클리. (1685년~)